# Jaguar XJ (X308)
Jaguar XJ X308 je luxusní automobil s karoserií sedan, britské automobilky Jaguar Cars. V roce 1997 se stal nástupcem typu X300 modelové řady XJ. Vyráběl se do roku 2003, kdy byl nahrazen typem X350.
Model X308 byl poprvé představen na autosalonu IAA v německém Frankfurtu nad Mohanem na podzim roku 1997. Se svým předchůdcem sdílel totožnou konstrukci i téměř totožný design. Karoserie dostála několika menších vzhledových úprav, jako byla nová zaoblená a mělčí mřížka chladiče, přední nárazník s oválnými směrovými světly, střídmější chromování postranních blinkrů a modernizace mechanismu světel. Největší změnou prošel interiér vozu, který se od předchůdce zcela lišil. Zejména ladným oválným řešením elementů na přístrojové desce. Slabinou vnitřku vozu byl malý prostor pro nohy pasažérů cestujících na zadních sedadlech, jelikož konstrukce podvozku ještě odpovídala modelu XJ40 debutujícím v roce 1986. Tento problém mohl být vyřešen pořízením verze s prodlouženým rozvorem náprav (2995 mm, délka 5149 mm), který byl tradičně k dostání i u předchozích generací řady XJ.
X308 dostal zcela nový hliníkový vidlicový osmiválec s označením AJ-V8, který debutoval pod kapotou sportovního modelu XK8 o rok dříve (1996). Nabízel se ve třech variantách: o objemu 3,2 litru (237 koní/174 kW); 4,0 litru (280 koní/209 kW) nebo jako 4,0 litr s přeplňováním (363 koní/267 kW), jenž poháněl nejrychlejší provedení s názvem XJR. Použití pouze motoru V8 znamenalo konec pro tradiční označení XJ6 a XJ12, které řadu XJ provázelo od uvedení I. Série a II. Série, a které symbolizovaly počet válců nabízených motoru. Nově se vůz logicky nazýval XJ8. Zajímavostí bylo použití pětistupňové automatické převodovky od konkurenčního Mercedesu, která musela být použita namísto osvědčené převodovky ZF, jelikož vysoký kroutící moment modelu XJR nedovoloval její použití. Klasická provedení pod značkou automobilky Daimler se u typu X308 nazývala Daimler Super V8 (výchozí XJR) a Daimler 8.

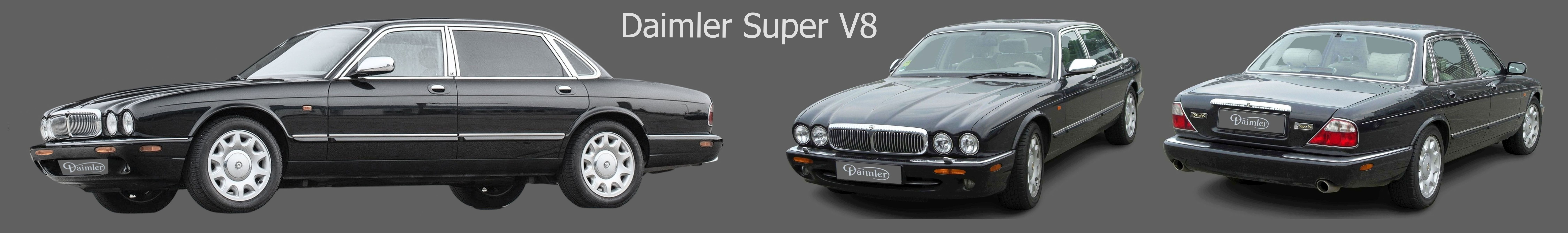
Daimler Super V8 (1998–2002)